# Vormgevingstechniek
Vormgevingstechniek is de manier waarop men aan een bepaald uitgangsmateriaal (onbewerkt materiaal) de gewenste vorm kan geven. Hierbij worden verschillende technologieën toegepast.

## Verspanend
Waarschijnlijk het vaakst gebruikt zijn de verspanende technieken, vooral in het maken van matrijzen. Dat zijn technieken, die te maken hebben met het vormen van spanen (restafval) en dus met het op een of ander manier snijden van materiaal. Draaien, frezen, boren, zagen en ook slijpen en zelfs vijlen vallen hieronder. Met verspanende bewerking worden heel uiteenlopende soorten materialen bewerkt: metalen, hout, kunststof en zelfs glas en steen. Uiteraard wordt gereedschap voor elke materiaal speciaal ontworpen: men gaat metaal niet met een houtfrees frezen en vice versa.

## Niet verspanend
Daarnaast zijn er ook veel niet-verspanende bewerkingen. Hiervan is lassen een van de belangrijkste. Door middel van lassen verkrijgt men een sterke verbinding. Het nadeel is dat er met de conventionele lasmethodes maar een beperkt aantal materialen lasbaar zijn: metalen en sommige soorten kunststof. Bovendien kunnen in principe alleen twee werkstukken (onderdelen) van hetzelfde materiaal aan elkaar gelast worden: men kan met de gangbare technieken bijvoorbeeld niet staal en koper aan elkaar lassen.
Een uitzondering hierop vormt het schokgolflassen of explosielassen, waarbij met een door middel van explosieven opgewekte schokgolf zeer ongelijke metaalsoorten over grote oppervlaktes aan elkaar gelast kunnen worden. Bijvoorbeeld koper op staal, aluminium op staal of roestvast staal en vele andere combinaties van gangbare tot zeer exotische metalen. De producten van deze lasmethode vinden hun toepassing in onder meer de cryogene techniek, petrochemie, scheepsbouw, elektrotechniek, ruimtevaart en nucleaire techniek.
Gieten, of de meer moderne varianten ervan (spuitgieten bijvoorbeeld), kent tegenwoordig vooral breed gebruik in de kunststofsector.
Aangroeitechnieken: laser-sinteren, opdampen, oplassen; oplijmen, opsmelten.
Plastische vervorming (vooral voor platen): rolbuigen, zwenkbuigen, persbuigen, wikkelbuigen, forceren, vloeidraden, dieptrekken, hydroform-proces, explosief vervormen.
We zien plastische vervorming bij staven en blokken, namelijk: smeden, persen, hobben, extruderen, dieptrekken.
De carrosserie van een auto is een mooi voorbeeld van perswerk. 
Handmatig smeden wordt vrijwel alleen nog als ambachtelijke hobby bedreven, machinaal smeden wordt in de staalindustrie echter op grote schaal toegepast.

## Thermoplast vormgeeftechnieken
Voor thermoplastische kunststoffen worden de volgende vormgeeftechnieken toegepast:
- Spuitgieten
- Thermoplastic structural foam moulding (TSFM) (spuitgieten met een blaasmidel. Geeft een schuimkern)
- Schuimen
- Resin transfer molding (RIM)
- Rotatiegieten
- Liquid resin moulding (LRM)
- Dompelen
- Blaasgieten & blaasvormen
- Blazen
- Compression moulding (rubbers)
- Thermovormen (vacuümvormen)
- Extruderen

## Thermoharder vormgeeftechnieken
Voor thermoshardende kunststoffen worden de volgende vormgeefprocessen toegepast.
- Handlamineren
- Sproeilamineren (spray-up)
- Koudpersen en warm persen (wet compression moulding. (cold/hot-press moulding))
- Sheet moulding compound en bulk moulding compound (SMC/BMC moulding)
- Resin transfer molding (RTM)
- Filament winding
- Pultrusie